# Sabana de La Mar (kommun)
Sabana de La Mar är en kommun i Dominikanska republiken.   Den ligger i provinsen Hato Mayor, i den östra delen av landet, 80 km nordost om huvudstaden Santo Domingo. Antalet invånare i kommunen är cirka 16 000.